# Bellows Falls
Bellows Falls település az Amerikai Egyesült Államok Vermont államában, Windham megyében. Lakosainak száma 2747 fő (2020. április 1.).

## Közlekedés
A települést érinti az Amtrak egyik távolsági vasúti járata is, a Vermonter.

## Népesség
A település népességének változása:
| Lakosok száma | 3165 | 3148 | 2747 |
|               | 2000 | 2010 | 2020 |